# Lake (hrabstwo Marinette)
Lake – miasto w Stanach Zjednoczonych, w stanie Wisconsin, w hrabstwie Marinette.